# Градачаць
Ґра́дачац (босн. і хорв. Gradačac, серб. Градачаць) — місто на півночі Боснії і Герцеґовини, центр однойменної громади у складі Тузланського кантону Федерації Боснії і Герцеґовини, За даними перепису 1991 року, Ґрадачаць і прилеглі села налічували 56 581 житель. Нині налічується близько 45 000 мешканців.
Одна частина муніципалітету відійшла до Республіки Сербської.

## Історія
Цей обшир заселено з епохи неоліту, адже землі тут були дуже родючі та багаті на воду завдяки річкам Усора, Укріна, Босна і Сава, які в свою чергу багаті на рибні запаси. В лісах водилося достатньо дичини для полювання. З приходом римлян збудовано перші дороги і великі поселення з інфраструктурою. Для будівництва використовувались камінь та цегла. Перший боснійський король Твртко I приєднав землі по Саві до Боснії.
1302 року вперше згадується удільне князівство Градачаць, а перша письмова згадка про місто (у формі Грачаць) датується 1465 роком. У XV столітті цей край знову став частиною угорської монархії, доки в 1463 р. басейн річки Сава не захопили турки. Саме ж місто ввійшло до складу Османської імперії в 1512 році, його nahija (муніципалітет) вперше внесено в османський реєстр (дефтер) 1533 року, а його kadiluk (округ) вперше відзначено у 1634 році. 1701 року поселення отримало статус паланки (міста), а 1710 року Градачаць став штаб-квартирою капітанства Військової границі. 1719 року між Османською імперією та Австро-Угорщиною було підписано мирний договір, яким встановлено кордони між Хорватією та Боснією, що не змінювалися до 1939 року. У роки війни з 1788 по 1792 р. більшість хорватського римсько-католицького населення покинула ці території вздовж Сави. Після мирного договору між Австро-Угорщиною та Османською імперією на цих землях знов оселилися хорвати. Після Берлінського конгресу 1878 року район повністю підпав під владу Австро-Угорщини. З падінням К. к. монархії після Першої світової війни Ґрадачац увійшов до Королівства сербів, хорватів і словенців. 29 серпня 1939 р. утворено Бановину Хорватія в складі Королівства Югославії. Під час війни в Боснії 1992—1995 рр. місто жорстоко бомбили, адже Ґрадачац опинився у вузькому північному коридорі, що з'єднував дві основні частини Республіки Сербської боснійських сербів, неподалік від Брчко. Внаслідок війни більшість цього регіону зараз належить до Республіки Сербської, а Ґрадачац було включено в результаті Дейтонської угоди до складу Федерації Боснії і Герцеговини.

## Сполучення
До міста можна дістатися автомагістраллю Загреб—Белград або дорогою з Тузли до Жупані.

## Пам'ятки
У місті зберігся форт із 18-метровими стінами, збудований між 1765 і 1821 рр., та 22-метрова сторожова вежа, споруджена 1824 року керівником капітанства Ґрадачац Гусейном Ґрадащевичем. 1826 року було збудовано названу на його честь мечеть Гусейнія. Сторожова вежа — т. зв. Ґрадіна — є символом і розпізнавальним знаком міста.

## Уродженці
- Горан Брашнич (*1973) — боснійський футболіст;
- Даріо Дам'янович (*1981) — футболіст.
- Маріо Юрич (*1976) — боснійський і хорватський футболіст.